# امرأة خطرة (فلم)
امرأة خطرة هو فيلم درامي مصري من إنتاج لوتس فيلم (آسيا داغر) عام 1941، من إخراج أحمد جلال و بطولة آسيا داغر وحسين صدقي وعباس فارس وزينب صدقي.

## روابط خارجية
- مقالات تستعمل روابط فنية بلا صلة مع ويكي بيانات